# جي بينجفي
كان جي بينجفي (الصينية المبسطة: 姬 鹏飞؛ الصينية التقليدية: 姬 鵬飛؛ نظام بينيين: Jī Péngfēi؛ 2 فبراير 1910 - 10 فبراير 2000) سياسيًا صينيًا.

## السيرة الشخصية
وُلِدَ جي بينجفي في مقاطعة ليني، يونتشنغ، أقليم شانشي في عام 1910. انضم إلى الجيش الأحمر الصيني في عام 1931، والحزب الشيوعي الصيني في عام 1933.
بعد إنشاء جمهورية الصين الشعبية، عمل جي بينجفي مع وزارة الخارجية، وقاد بعثات دبلوماسية إلى جمهورية ألمانيا الديمقراطية (ألمانيا الشرقية) قبل تعيينه كأول سفير للصين في جمهورية ألمانيا الديمقراطية في عام 1953، ليكون أصغر سفير صيني في سن 43. استدعي للعمل نائبا لوزير الخارجية عام 1955.
عندما اندلعت الثورة الثقافية، تم استهدافه في البداية كعضو في الزمرة المعادية للثورة التي تحكم وزارة الخارجية، إلى جانب تشين يي وتشياو جوانهوا. ومع ذلك، لم يمسه أحد حيث ظل في منصبه. بعد وفاة تشين يي في عام 1972، خلفه جي بينجفي في منصب وزير الخارجية حتى عام 1974، وانتُخب عضوًا في اللجنة المركزية للحزب الشيوعي الصيني. عُين أمينا عاما للجنة الدائمة للمجلس الوطني لنواب الشعب عام 1975، وتأكدت عضويته عام 1978. في عام 1972، وقع البيان الياباني الصيني المشترك مع رئيس الوزراء كاكوي تاناكا ووزير الخارجية الياباني ماسايوشي أويرا.
في فترة ما بعد الثورة الثقافية، شغل جي بينجفي العديد من المناصب. في عام 1979 تم تعيينه رئيسًا لإدارة الاتصال الدولي باللجنة المركزية للحزب الشيوعي الصيني، ثم نائبًا لرئيس مجلس الدولة وأمينًا عامًا لمجلس الدولة من 1980 إلى 1982، وأخيراً رئيسًا لمكتب شؤون هونج كونج وماكاو. كما شغل منصب عضو اللجنة الدائمة للجنة الاستشارية المركزية، وهي هيئة حزبية تهدف إلى المساعدة في تقاعد كبار المسؤولين.
أشادت وكالة أنباء الصين الجديدة (شينخوا) بجي بينجفي كمقاتل شيوعي بارز، وأشادت به بشدة مرة أخرى في عام 2010 في حفل أقيم في قاعة الشعب الكبرى للاحتفال بالذكرى المئوية لميلاده.

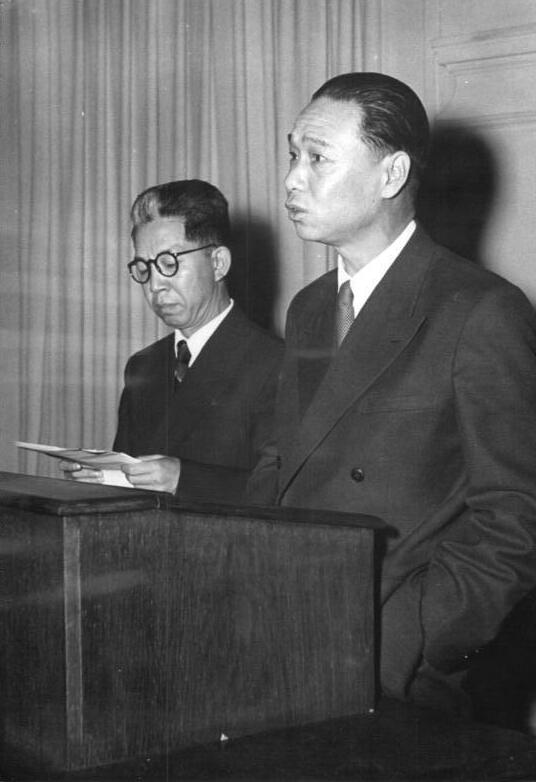
في 23 مايو 1952، جي بينجفي (على جهة اليمين) في برلين، عاصمة جمهورية ألمانيا الديمقراطية

## روابط خارجية
- http://www.britannica.com/eb/topic-713327/Ji-Pengfei
- http://www.fmprc.gov.cn/eng/ziliao/wjrw/3606/t44149.htm

المراجع
1. 1 2 3 4 5  "Ji Pengfei". www.fmprc.gov.cn. مؤرشف من الأصل في 2023-04-13. اطلع عليه بتاريخ 2023-04-12.
2. 1 2  "Ji Pengfei". The Guardian (بالإنجليزية البريطانية). 15 Feb 2000. ISSN:0261-3077. Archived from the original on 2023-04-13. Retrieved 2023-04-12.
3. 1 2  profilbaru.com. "Ji Pengfei - Profilbaru.Com". profilbaru.com (بالإنجليزية). Archived from the original on 2023-04-13. Retrieved 2023-04-12.
4. 1 2 3  "Ji Pengfei". The Economist. ISSN:0013-0613. مؤرشف من الأصل في 2023-04-13. اطلع عليه بتاريخ 2023-04-12.
5. ↑  Eric (18 Feb 2000). "Ji Pengfei, 91; Helped China Open Links to West". The New York Times (بالإنجليزية الأمريكية). ISSN:0362-4331. Archived from the original on 2020-06-12. Retrieved 2023-04-12.
6. ↑  "Ji Pengfei". prabook.com (بen-EN). Archived from the original on 2023-04-13. Retrieved 2023-04-12.{{استشهاد ويب}}:  صيانة الاستشهاد: لغة غير مدعومة (link)